# Hermann Neugebauer (Politiker)
Hermann Josef Neugebauer (* 18. Februar 1924 in Bruck an der Mur; † 4. Oktober 2012) war ein österreichischer Großhändler und Politiker (FPÖ).
Vom 22. Jänner 1980 bis zum 21. Oktober 1981 gehörte er dem steirischen Landtag innerhalb einer Gesetzgebungsperiode als Landtagsabgeordneter an.

## Leben und Wirken

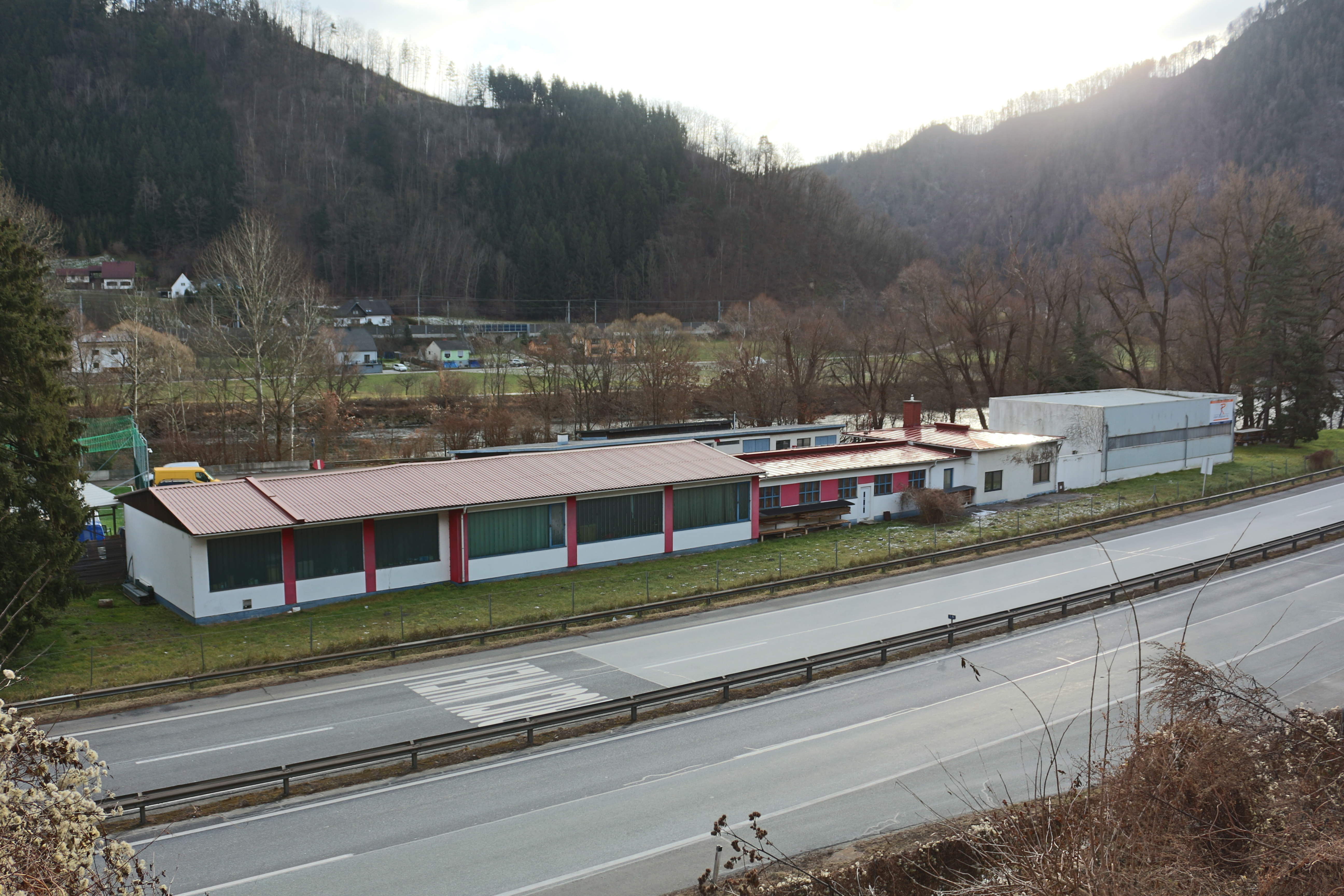
Ehem. Henelit-Lacke H. Neugebauer KG, Braunschmiedgasse 13, Bruck an der Mur (2024)

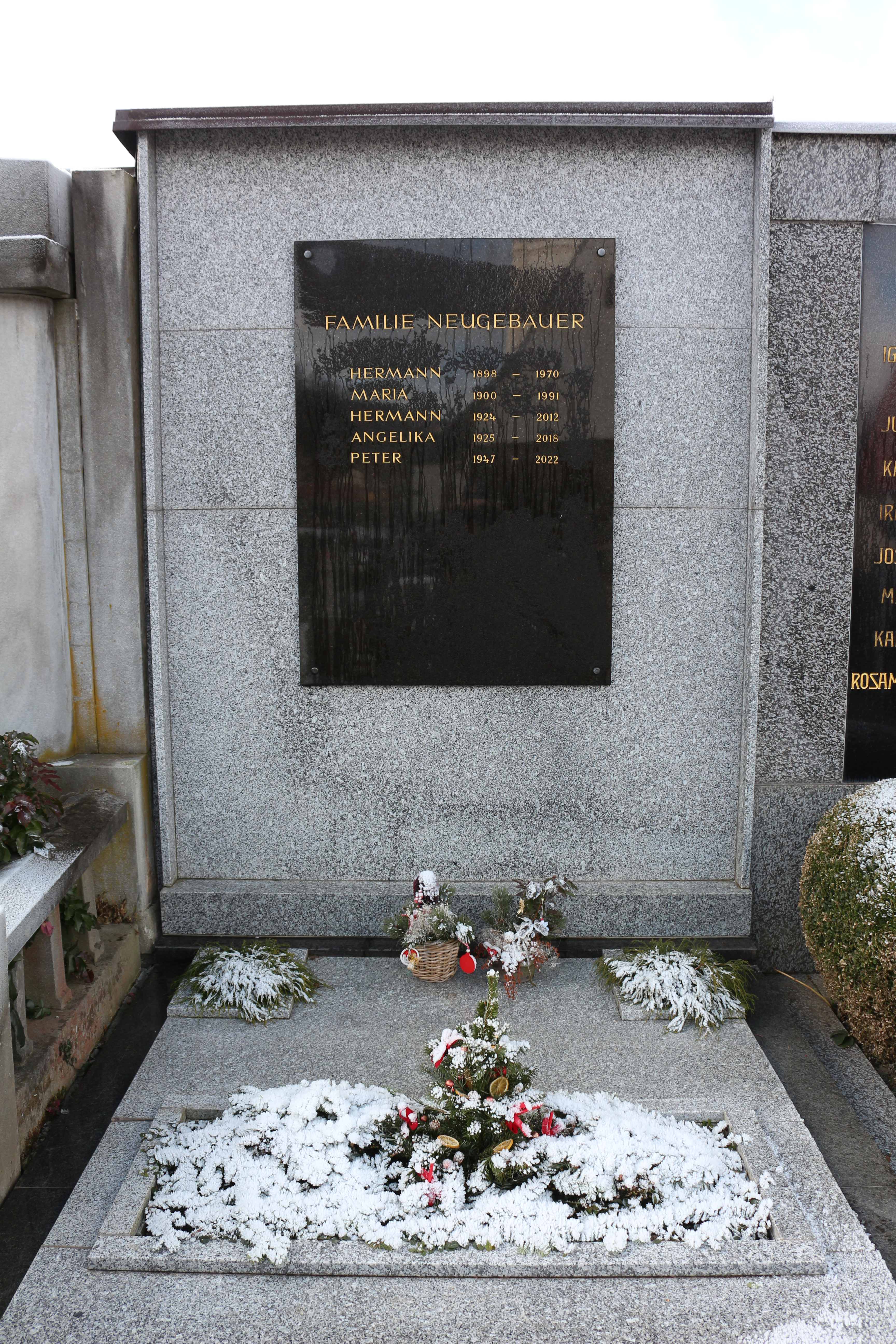
Grab der Familie Neugebauer am Friedhof St. Ruprecht in Bruck an der Mur (2025)

Hermann Neugebauer wurde am 18. Februar 1924 als zweites Kind des Buchhalters Hermann Anton Neugebauer (* 13. Dezember 1898 in Wien-Hernals; † 16. Juli 1970 in Bruck/Mur) und dessen Ehefrau Maria (geborene Zarnhofer; * 31. August 1900 in Bruck/Mur; † 20. Februar 1991 ebenda) in Bruck/Mur geboren und am 9. März 1925 auf den Namen Hermann Josef getauft. Seine Eltern hatten am 28. Mai 1922 in der Pfarre Graz-St. Leonhard geheiratet. Nach dem Besuch der Volksschule in seiner Geburtsstadt absolvierte er von 1934 bis 1939 das Realgymnasium in Klosterneuburg, konnte die Schule jedoch aufgrund von Berufs- und Wohnungswechsel seiner Eltern nicht beenden und besuchte im Anschluss eine Oberschule für Jungen in Hannover. Nach endgültiger Rückkehr in seine Heimat legte er 1942 die Reifeprüfung ab und meldete sich umgehend zur Wehrmacht, bei der er seinen Kriegsdienst versah. Während des Zweiten Weltkrieges geriet er in Kriegsgefangenschaft, ehe der Heimkehrer nach seiner Entlassung ein Studium an der Universität Graz begann, das er jedoch für eine Ausbildung zum Kaufmann vorzeitig abbrach.
Zusammen mit seinem Vater und seinem Schwager Karl Grüninger junior gründete er mit 1. März 1947 eine eigene Firma, die H. Neugebauer KG, in der er bis zu seiner Pensionierung im Jahre 1989 im Großhandel mit gewerblichen und industriellen Produkten tätig war. Das Unternehmen konzentrierte sich anfangs auf die Erzeugung und den Vertrieb von Öl- und Rostschutzfarben, Möbelkitte, Verdünnungsmittel sowie Kaseinleime wie Henelit von der ebenfalls 1947 gegründeten Henelit Lackfabrik GmbH aus Kärnten. Weiters wurden bereits ab den Anfangsjahren Bootslacke, Sitzbanklacke, Kopallacke aber auch Emaillacke und Rembrandtin-Lacke vertrieben. Im Jahre 1952 hatte das Unternehmen mit Sitz in der Feldgasse 19 und Fachgeschäft in der Brucker Roseggerstraße zehn Beschäftigte, die es auf eine monatliche Erzeugungskapazität von zehn Tonnen brachte. In späteren Jahren wurde ein neuer Firmensitz an der Brucker Braunschmiedgasse, in unmittelbarer Nähe zur späteren Brucker Schnellstraße, errichtet und es entstanden unter dem Namen Henelit-Lacke H. Neugebauer KG zahlreiche weitere Niederlassungen in der ganzen Steiermark. Für seine herausragenden Leistungen als Kaufmann wurde Neugebauer mit dem Berufstitel „Kommerzialrat“ bedacht. Nur einen Monat nach der Firmengründung heiratete Neugebauer am 1. April 1947 in erster Ehe standesamtlich in Wien-Innere Stadt. Am 2. Juni 1957 erfolgte in Bruck/Mur die kirchliche Eheschließung mit einer Angelika „Angela“ Leitner (1925–2018).
Bereits im Gründungsjahr (1949) des Verbands der Unabhängigen (VdU) wurde Neugebauer deren Mitglied und wurde, nach der Absorbierung durch die im November 1955 gegründete Freiheitliche Partei Österreichs (FPÖ) und der anschließenden Auflösung des VdU, ein Mitglied der FPÖ. Als solches saß er ab 1957 im Gemeinderat der Stadt Bruck/Mur, übte diese Funktion über 25 Jahre lang aus und machte sich in dieser Zeit um die Stadt und den Bezirk verdient. Im Jahre 1976 stieg Neugebauer innerhalb der Partei zum Bezirksparteiobmann auf und wurde Mitglied des Landesparteivorstandes der FPÖ. Nach dem Rückzug von Karl Wimmler als Landtagsabgeordneter am 16. Jänner 1980 ging dessen Mandat mit der nächsten Landtagssitzung am 22. Jänner 1980 an Hermann Neugebauer, der dieses Amt bis zum Ende der IX. Gesetzgebungsperiode am 21. Oktober 1981 aufübte. Den Weg in die Landespolitik hatte er aufgrund seiner beruflichen Tätigkeit sowie seines Engagements als Kommunalpolitiker geschafft.
Am 4. Oktober 2012 starb der zweifache Vater und Großvater im Alter von 88 Jahren. Er wurde im Familiengrab am Friedhof St. Ruprecht in Bruck an der Mur beerdigt. Seine Ehefrau überlebte ihn um rund sechs Jahre und starb im Jahr 2018 im Alter von etwa 93 Jahren. Etwas mehr als zehn Jahre nach seinem Vater starb der Sohn Peter Neugebauer (1947–2022), ebenfalls ein ehemaliger FPÖ-Gemeinderat in Bruck an der Mur.